# Elina Guimarães
Elina Júlia Pereira Guimarães da Palma Carlos OL (São Jorge de Arroios, Lisboa, 8 de agosto de 1904 – Santa Maria de Belém, Lisboa, 24 de junho de 1991), mais conhecida por Elina Guimarães, foi uma escritora, jurista, activista feminista e vice-presidente da direcção do Conselho Nacional das Mulheres Portuguesas (CNMP).

## Biografia

### Primeiros Anos
Elina Júlia Pereira Guimarães nasceu a 8 de agosto de 1904 na freguesia de São Jorge de Arroios, em Lisboa. Era filha única de Alice Maria Chaves Pereira Guimarães (São Nicolau, Lisboa, 17 de julho de 1876 — Benfica, Lisboa, 11 de março de 1942), doméstica, e de Vitorino Máximo de Carvalho Guimarães, militar do Exército Português que exerceu cargos políticos de relevo durante a Primeira República Portuguesa, entre as quais as funções de presidente do Ministério, o equivalente ao actual cargo de primeiro-ministro de Portugal. Foi seu padrinho de batismo Henrique Linhares de Lima.
Crescendo num ambiente doméstico dominado pela política, desde cedo se interessou pela acção política, em especial pela defesa dos direitos da mulher. Entusiasta e combativa na defesa das suas convicções de igualdade de direitos e oportunidades de homens e mulheres e de valorização da capacidade intelectual feminina, mereceu de Afonso Costa, amigo da família, o epíteto de "mulher do futuro". 
Depois de realizados os primeiros estudos em casa e de frequentar o Liceu de Almeida Garrett e o Liceu de Passos Manuel, matriculou-se na Faculdade de Direito da Universidade de Lisboa, cujo curso concluiu a 25 de novembro de 1926 com a classificação de 18 valores.

### Ativismo Social e Feminismo
Em 1925, ainda estudante universitária, aderiu ao movimento feminista, publicando no periódico Vida Académica uma contestação ao conteúdo derrogatório em relação às mulheres que estudavam a obra O Terceiro Sexo de Júlio Dantas. Em resultado desse artigo, foi convidada por Adelaide Cabete para integrar o Conselho Nacional das Mulheres Portuguesas (CNMP), do qual logo em 1927 assumiu as funções de secretária-geral.
Em 1928 foi eleita vice-presidente da direcção do Conselho Nacional das Mulheres Portuguesas e elaborou, com a colaboração de Angélica Lopes Viana Porto e Sara Beirão, um plano de conferências feministas. Nesse cargo, que exerceu no período de 1928-1929 e em 1931, promoveu uma revisão estatutária do Conselho e desenvolveu uma intensa actividade, em particular da defesa do direito de participação feminina na vida política e na luta pela conquista do sufrágio feminino.
Outra grande causa a que se dedicou foi a da defesa de uma educação igualitária, que considerava a via para assegurar às mulheres a mesma preparação profissional e liberdade de trabalho de que gozavam os homens. Com esse objectivo apresentou várias teses em congressos e reuniões públicas, entre as quais as intituladas "A protecção à mulher trabalhadora" e "Da situação da mulher profissional no casamento".
Em 1931 esteve entre os intelectuais e activistas que protestaram junto do Ministro da Instrução Pública contra a supressão da coeducação no ensino primário, defendendo a existência de conteúdos de educação cívica e moral nas escolas públicas e demonstrando o seu pendor maternalista, afirmando ser "necessário que as mulheres da nossa terra mais do que nunca se consagrem a essa obra tão linda e de tão vasto alcance que é a protecção à infância" .
Anos mais tarde, em 1946, foi eleita vice-presidente da assembleia geral do Conselho Nacional das Mulheres Portuguesas, ocupando o cargo em 1947, ano em que as autoridades do regime do Estado Novo determinaram o seu encerramento.
Foi ainda membro destacado de várias organizações internacionais, entre as quais do International Council of Women, da International Alliance for Women's Sufffrage, da Phi Delta Legal Society e da Federation International des Femmes Diplômées em Droit.

### Colaborações na Imprensa
Durante a década de 1930 e nos anos que se seguiram, Elina Guimarães manteve uma forte presença na imprensa, com artigos em defesa dos direitos políticos das mulheres, da coeducação e do livre acesso das mulheres à vida profissional. Publicou artigos educativos, de temática feminista e jurídica, lutando contra os equívocos conceptuais associados ao feminismo e procurando interessar as mulheres pela causa da "equivalência moral, intelectual e social dos dois sexos". Assumiu a direcção da revista Alma Feminina (1929-1930), foi responsável pela "Página Feminista" na revista Portugal Feminino e manteve colaboração em múltiplos periódicos, entre os quais O Rebate, Diário de Lisboa, Seara Nova, Diário de Notícias, O Primeiro de Janeiro, Máxima e Gazeta da Ordem dos Advogados.

### Casamento
A 18 de janeiro de 1928, casou civilmente em Lisboa com Adelino da Palma Carlos, advogado, professor de Direito e defensor dos ideais democráticos, que chefiaria o primeiro governo após a Revolução dos Cravos. O casal teve dois filhos, Antero da Palma Carlos, médico, professor e especialista de renome mundial na Imunoalergologia, e Guilherme da Palma-Carlos, juiz-conselheiro.

### Morte
Elina Guimarães faleceu a 24 de junho de 1991, na freguesia de Santa Maria de Belém, em Lisboa, com 86 anos de idade. Encontra-se sepultada no cemitério do Alto de São João, em jazigo de família.

## Obras Seleccionadas
Escreveu: 
- Dos Crimes Culposos (1930)
- O Poder Maternal (1933)
- A Lei em Que Vivemos, Noções de Direito Usual Relativo à Vida Feminina (1937)
- La Condition de la Femme au Portugal (1938)
- A Condição Jurídica da Mulher no Direito de Família perante as Nações Unidas (1962)
- Coisas de Mulheres (colectânea, 1975)
- Mulheres Portuguesas: Ontem e Hoje (1978)
- Sete Décadas de Feminismo (1991)

## Homenagens e Legado
A 26 de abril de 1985, Elina Guimarães foi condecorada com o grau de Oficial da Ordem da Liberdade em reconhecimento pelo seu papel na defesa dos direitos das mulheres e na luta pela democracia em Portugal. 
O seu nome faz parte da toponímia dos concelhos de: Amadora, Cascais (freguesia de São Domingos de Rana), Lisboa (freguesia do Lumiar), Odivelas (freguesias de Odivelas e Pontinha), Seixal, Setúbal e Sintra (freguesia de Massamá). 
A UMAR (União de Mulheres Alternativa e Resposta), deu o seu nome ao Centro de Documentação e Arquivo Feminista da associação. 
Foi instituído, pelo Conselho Geral da Ordem dos Advogados, o "Prémio Elina Guimarães" que tem como objectivo distinguir personalidades ou entidades que "se tenham destacado especificamente na defesa dos direitos das mulheres e na defesa da igualdade de género".